# UFC Fight Night: Saffiedine vs. Lim
UFC Fight Night: Saffiedine vs. Lim（ユーエフシー・ファイトナイト：サフィジーヌ・バーサス・イム、別名UFC Fight Night 34）は、アメリカ合衆国の総合格闘技団体「UFC」の大会の一つ。2014年1月4日、シンガポール・マリーナベイのマリーナベイ・サンズで開催された。

## 大会概要
UFC初のシンガポール大会となった本大会では、日本から4選手が出場した。
Strikeforce世界ウェルター級王者タレック・サフィジーヌ、HEATウェルター級王者国本起一、元修斗世界ウェルター級王者川尻達也、元DEEPライト級王者菊野克紀、バン・テヒョン、キャリア8戦全勝のショーン・ソリアーノ、5戦全勝のデイブ・ギャレラがUFCデビュー。

### カード変更
負傷などによるカードの変更は以下の通り。
- ベクブラト・マゴメドフ → マックス・ホロウェイ（第6試合）

- イム・ヒョンギュ → ルイス・ドゥトラ（第8試合）

- ハクラン・ディアス → ショーン・ソリアーノ（第9試合）

- ジェイク・エレンバーガー → イム・ヒョンギュ（第10試合）

## 試合結果

### プレリミナリーカード
第1試合 バンタム級ワンマッチ 5分3R
○  ラッセル・ドーン vs.  レアンドロ・イッサ ×
2R 4:59 TKO（三角絞め）
第2試合 バンタム級ワンマッチ 5分3R
○  ダスティン・キムラ vs.  ジョン・デロス・レイエス ×
1R 2:13 腕ひしぎ十字固め
第3試合 ライト級ワンマッチ 5分3R
○  マイルベク・タイスモフ vs.  バン・テヒョン ×
3R終了 判定3-0（30-27、30-27、30-27）
第4試合 バンタム級ワンマッチ 5分3R
○  ロイストン・ウィー vs.  デイブ・ギャレラ ×
3R終了 判定3-0（30-26、30-26、30-26）
第5試合 ライト級ワンマッチ 5分3R
○  菊野克紀 vs.  クイン・マルハーン ×
3R終了 判定3-0（30-27、30-27、30-27）
第6試合 フェザー級ワンマッチ 5分3R
○  マックス・ホロウェイ vs.  ウィル・チョープ ×
2R 2:27 TKO（スタンドパンチ連打）

### メインカード
第7試合 バンタム級ワンマッチ 5分3R
○  カン・ギョンホ vs.  清水俊一 ×
3R 3:53 肩固め
第8試合 ウェルター級ワンマッチ 5分3R
○  国本起一 vs.  ルイス・ドゥトラ ×
1R 2:57 失格（後頭部への肘打ち）
第9試合 フェザー級ワンマッチ 5分3R
○  川尻達也 vs.  ショーン・ソリアーノ ×
2R 0:50 リアネイキドチョーク
第10試合 ウェルター級ワンマッチ 5分5R
○  タレック・サフィジーヌ vs.  イム・ヒョンギュ ×
5R終了 判定3-0（49-46、48-47、48-47）

### 各賞
ファイト・オブ・ザ・ナイト： タレック・サフィジーヌ vs. イム・ヒョンギュ
ノックアウト・オブ・ザ・ナイト： マックス・ホロウェイ
サブミッション・オブ・ザ・ナイト： ラッセル・ドーン
各選手にはボーナスとして5万ドルが支給された。